# Vlatko Silobrčić
Vlatko Silobrčić, hrvaški zdravnik, pedagog in akademik, * 14. april 1935, Split.
Silobrčić je bil predavatelj na Medicinski fakulteti v Zagrebu; je član Hrvaške akademije znanosti in umetnosti, bivše Jugoslovanske akademije znanosti in umetnosti in Akademije za medicinske znanosti Hrvaške.